# Antwerpse Waterwerken
De Antwerpse Waterwerken (AWW), tegenwoordig water-link o.v. was een intercommunaal bedrijf dat sinds 1880 de productie en distributie van drinkwater verzorgde voor Antwerpen en randgemeentes. Daarnaast leverde AWW ook drinkwater aan de havenbedrijven (zoals Bayer) en stond het in voor de leveringen aan de schepen in de haven van Antwerpen.
AWW beschikte over productiecentra gelegen in Oelegem (deelgemeente van Ranst), "Notmeir" (gemeente Duffel) en "Walem" (gemeente Rumst). Het hoofdkantoor van water-link is gelegen aan de Mechelsesteenweg te Antwerpen.

## Voorgeschiedenis (tot 1860)
Voor er sprake was van een waterbedrijf in Antwerpen was de Antwerpse burger aangewezen op pompen voor de waterbedeling. Sinds de middeleeuwen waren er openbare wijkputten die omstreeks 1700 werden toegedekt en van een handpomp voorzien. De Quinten Matsijsput aan de Kathedraal is daar nog een overblijfsel van. Behalve de putten was Antwerpen voorzien van watertoevoer, onder meer door de Herentalse Vaart, een aquaduct van 7 km dat water van het Groot Schijn te Wommelgem aanvoerde.
Tot in 1931 zou het water leveren aan de industrieën ten noorden van de stad. Het Schijn was de enige waterloop in de buurt van Antwerpen die voldoende water van behoorlijke kwaliteit kon leveren. Met de 19e eeuw kwam echter ook de industriële expansie en ook het belang van de haven van Antwerpen nam hierdoor toe. Door de industrialisatie kwam er een migratie op gang van het omringende platteland naar Antwerpen. De behoefte aan drinkwater steeg dan ook.
In 1832 was er een eerste besmetting met cholera met 570 doden tot gevolg. Nadien volgden steeds zwaardere epidemies. In 1849 werden alleen al in het Sint-Elisabethgasthuis 1971 gevallen opgetekend waarvan er meer dan 1000 overleden. In 1866 overleden er zelfs 2961 patiënten. Deze voorvallen en het besef dat hygiëne en kwalitatief drinkwater dit soort besmettingen kan beperken of voorkomen, deed de roep naar een drinkwaterbedrijf luider worden.

## Aanloop tot de waterleiding (1861-1867)
Vanaf 1861 waren er reeds voorstellen ingediend om een waterleidingnet op te stellen. Hieronder zaten een waterwinning op de Aa bij het oude kasteel van Grobbendonk. Andere voorstellen waren een watervang aan de Kleine Nete, op 2,5 km van Lier.
In totaal belandden er elf voorstellen bij het stadsbestuur tussen 1861 en 1867. Om de voorstellen te beoordelen, werd er een commissie opgericht. En men stuurde ingenieurs uit om buitenlandse waterbedrijven te bezoeken. Het verslag van de bijzondere commissie was klaar in 1869. Vervolgens stuurde het stadsbestuur een brief naar verschillende waterbedrijven met de vraag om een voorstel tot concessie in te dienen.
Twee voorstellen werden binnen de voorziene termijn ingediend : één voorstel kwam van Joseph Quick senior en Joseph Quick junior, vader en zoon, en de heer Dick. Het tweede voorstel kwam van de heer Vanderghote, een brouwer van de Oude Vaartplaats in Antwerpen. Geen van beide voorstellen kon echter rekenen op de goedkeuring van de stadsingenieur Van Bever. Daarop beslisten Quick-Dick en Vanderghote hun projecten te combineren en samen één voorstel in te dienen. Deze combinatie had veel voordelen: Vanderghote had zijn kennis over de hydrografische situatie in Antwerpen en de Quicks hadden ervaring op het vlak van waterleidingbouw en –exploitatie.

## De eerste concessies (1870-1880)
In augustus 1872 hadden de gemeenteraadsverkiezingen de Meetingpartij een nederlaag toegebracht. Het stadsbestuur werd overgenomen door een liberale ploeg onder leiding van Leopold de Wael. Deze nieuwe burgemeester gaf een zeer hoge prioriteit aan de drinkwatervoorziening.
In 1873 dienden Quick-Dick opnieuw een voorstel in. Door een andere concessieaanvraag van de heer Bottereau, in naam van “een Engelse firma”, deden Quick-Dick toegevingen aan het stadsbestuur. Op 25 juni 1873 werd de tekst van de concessie goedgekeurd door het stadsbestuur. Deze tekst was gebaseerd op het ontwerp van Quick-Dick van april 1872, en dit ontwerp was op zijn beurt gebaseerd op de Engelse Waterworks Clauses Act van 1847.
Daarna moest er nog gewacht worden op een akkoord van het provinciebestuur. Uiteindelijk kon de overeenkomst definitief ondertekend worden op 25 november 1874. De eerste werken voor het uitbouwen van een waterleidingennetwerk konden nu starten en hiervoor werd een maatschappij naar Engels recht opgericht. De werkzaamheden vorderden echter geheel niet volgens plan. Het stadscollege liet de Engelse firma in gebreke stellen.
De Engelse firma Easton & Anderson werd aangezocht om de concessie over te nemen. Op 14 februari 1879 was er een overeenkomst tussen Quick-Dick en Easton & Anderson om de concessie over te nemen. De uiteindelijke concessieakte zou ondertekend worden op 9 augustus 1879. Zodra alles juridisch in orde was, werd er een proefinstallatie gebouwd in de buurt van de Netebrug bij Walem, volgens de plannen van Quick-Dick. In de periode 1880-1881 werden er verschillende aanvoerleidingen gelegd en installaties gebouwd. De werken schoten zeer goed op en na de uitbouw van het waterleidingennet, was het nu tijd voor het uitvoeren van de exploitatie ervan.

## De pionierstijd (1890-1900)
De waterlevering komt eerder traag op gang: in 1900 is nog maar 10% van de bevolking aangesloten. De relatief hoge prijs (40 centiem/m3), betwistingen met het Stadsbestuur en de matige kwaliteit remmen de ontwikkeling. 

## Eerste helft 20e eeuw (1901-1955)
Tijdens de Eerste Wereldoorlog wordt het distributienet beschadigd. Het nutsbedrijf wordt onder Duits toezicht geplaatst. 
Op 1 januari 1931 neemt de Stad het nutsbedrijf over onder de naam ‘’Antwerpse Waterwerken’’: het wordt een intercommunale 69,1% van het kapitaal in handen van de Stad Antwerpen, 22,6% van het Engelse Waterworks, en de overige 8,3% van 12 deelnemende gemeenten (Berchem, Boechout, Borgerhout, Deurne, Edegem, Ekeren, Hoboken, Hove, Merksem, Mortsel, Kontich en Wilrijk). Door de nieuwe structuur kan eindelijk werk gemaakt worden van de broodnodige aanpassingen aan productie-
installaties, pompstations en aanvoerleidingen. Op lange termijn kunnen ze nu ook
denken aan een oplossing voor de waterbron.
In 1930-1939 wordt het Albertkanaal aangelegd, dat op termijn drinkwater zal leveren voor Antwerpen. In de Tweede Wereldoorlog worden geen noemenswaardige storingen gemeld. 

## Overschakeling naar Maaswater (1951 tot 1960)
Na voltooiing van het Netekanaal en de aanleg van een voorfilter aan de Notmeir te Duffel/Rumst, stroomt eind 1955 het eerste Maaswater naar Antwerpen. 

## Uitbreiding en kwaliteitszorg (1960-2000)
Vanaf de jaren 1960 wordt constant gewerkt aan de uitbreiding van het net, met onder meer aanleg van spaarbekkens (Broechem en Eekhoven) en een watertoren te Berendrecht (afgebroken). 

## Van drinkwaterleverancier tot integraal waterbedrijf (2000-heden)
Na invoering van het Decreet integraal waterbeleid, op basis van de Europese Kaderrichtlijn Water, evolueert de AWW van een drinkwaterleverancier naar een integraal waterbedrijf, dus ook de sanering van het afvalwater. Zo ontstaat RI-ANT, later Rio-link, het samenwerkingsverband tussen AWW en Aquafin. De industriële watervoorziening wordt afgezonderd, eerst via BIWS, later Induss nv. 
Met TMVW wordt eerst nog een samenwerkingsverband onder de naam water-link aangegaan. Maar in 2014 gaat het TMVW-deel over in FARYS, en wordt water-link de nieuwe naam voor de AWW. 